# Carlos Perot
Carlos Pelikan Rotter, más conocido por su seudónimo artístico Carlos Perot, (Lautaro, 1919-Viña del Mar, 2003) fue un pintor marinista chileno.

## Biografía
Hijo de Ignacio Pelikan y Sloffi Rotter, austríacos, emigró con su familia a Austria a los siete años, donde dio sus primeros pasos en la pintura, plasmando sobre tela las fuertes impresiones de una tormenta en mar abierto que había experimentado en su viaje en barco. Esta temática lo acompañaría desde entonces por toda su trayectoria como artista.
Recibió clases de maestros impresionistas y regresó a Chile en 1938. Aunque se formó como constructor civil y ejerció esta profesión combinándola durante años con la creación artística, a partir de 1971 se dedicó exclusivamente a la pintura. Contrajo matrimonio con Helga Herta Luise Neumann y tuvo cinco hijos. Residió principalmente en Viña del Mar y en su último tiempo, en el sector de Chorrillos.
Prolífico creador de óleos con temas marinos y único latinoamericano reconocido por la Royal Society of Marine Artist y miembro de la Sociedad Nacional de Bellas Artes, su obra se conserva en varias colecciones privadas, en el Museo Municipal de Bellas Artes de Valparaíso y en la pinacoteca de la Armada de Chile. 
Víctima de una enfermedad, falleció en enero de 2003. Sus funerales se realizaron en el Cementerio N.º 3 de Playa Ancha.

## Obra: técnica y temática
El barco en que viajaba casi se hunde al cruzar el Golfo de Vizcaya, en plena tormenta, cuando llegaba de niño a Europa con sus padres y este hecho, traumático y fascinante a la vez, marcó de por vida la temática de sus telas.
Tras su regreso a Chile realiza un primer viaje en bote a remos a la Laguna de San Rafael y varios otros por los mares ilenos, muchas veces como invitado por la Armada: a los canales y fiordos del Sur, a las islas de Pascua, Juan Fernández y Chiloé. El cielo y el mar de estos parajes son los elementos esenciales de sus casi dos mil marinas.
Cuando el objeto no es el mar sino los elementos del entorno (roqueríos, montañas, nubes, embarcaciones), trabaja la luz a la manera impresionista, utilizando la espátula. Pintaba también veleros y embarcaciones de todo tipo, campos de hielo y paisajes insulares. Sin embargo son las marinas gran su especialidad, con pocos comparable.
Más que la belleza del paisaje, se interesó por su fuerza. Técnicamente, para pintar el mar usaba las aguadas superpuestas, logrando así la impresión de transparencia del agua. Reproduciendo el sentido del movimiento del oleaje con sus pinceles lograba como resultado un mar muy realista, con efectos cromáticos de calidad para los detalles de la espuma o el azote de una ola contra las rocas.
Aprovechaba los viajes en buque para tomar fotografías o, como buen dibujante, para hacer bosquejos a lápiz sobre la marcha, captando el momento mismo de los movimientos marinos. Sobre esas fotos o  sus «instantáneas dibujadas» trabajaba más tarde en su taller, primero coloreándolas en acuarela y después en óleo.